# Giuseppe Baldacci
Giuseppe Baldacci (Firenze, 3 aprile 1856 – ...) è stato un architetto italiano.
Studiò all'Istituto Tecnico fiorentino e all'Accademia di Belle Arti. Si affiancò poi agli architetti Castellazzi e Cesare Spighi nella progettazione dei rilievi per la chiesa di Santa Trinita. Fece costruire un piccolo villino in via Masaccio a Firenze per Odoardo Salvestri e restaurò le scuderie per il dottor Folli in Borgo San Jacopo. Nel 1887 vinse un premio di mille lire per la progettazione di capannoni e scuderie per un parco in stile rinascimentale.